# Јуки Абе
Јуки Абе (јап. 阿部 勇樹; 6. септембар 1981) бивши је јапански фудбалер који је играо на позицији везног играча.

## Каријера
Током каријере је играо за ЈЕФ Јунајтед Ичихара, Урава Ред Дајмондс, Лестер сити.

## Репрезентација
За репрезентацију Јапана дебитовао је 2005. године. Наступао је на Светском првенству (2010. године). За тај тим је одиграо 53 утакмице и постигао 3 гола.

## Статистика каријере

### Репрезентативна
| Јапан  | Јапан   | Јапан  |
| Година | Наступи | Голови |
| ------ | ------- | ------ |
| 2005.  | 5       | 0      |
| 2006.  | 8       | 1      |
| 2007.  | 11      | 1      |
| 2008.  | 9       | 0      |
| 2009.  | 8       | 1      |
| 2010.  | 9       | 0      |
| 2011.  | 3       | 0      |
| Укупно | 53      | 3      |

## Трофеји

### Клуб
- Лига Куп Јапана (2): 2005., 2006.